# Pedro Arrupe
Pedro Arrupe y Gondra (Bilbao, 14 novembre 1907 – Roma, 5 febbraio 1991) è stato un gesuita spagnolo di origine basca, Preposito Generale della Compagnia di Gesù dal 1965 al 1983. Nel 2019 è stato proclamato Servo di Dio dalla Chiesa cattolica.

## Biografia
Pedro Arrupe ha frequentato la scuola superiore Santiago Apostol di Bilbao. Nel 1923 si trasferì a Madrid per frequentare la Facoltà di Medicina dell'Università Complutense. Lì incontrò Severo Ochoa, che in seguito vinse il Premio Nobel per la medicina. Uno dei suoi insegnanti fu Juan Negrín, un pioniere della fisiologia, che sarebbe diventato Primo Ministro della Repubblica spagnola durante la Guerra Civile. Nel 1926 muore il padre di Arrupe, evento che lo riempie di grande tristezza. Nell'estate dello stesso anno si recò in pellegrinaggio a Lourdes con le sue quattro sorelle. Le esperienze raccolte a Lourdes furono fondamentali per la sua vita futura. Nelle conversazioni con Jean-Claude Dietsch, SJ ha descritto le sue esperienze come segue:
"Per me Lourdes è la città dei miracoli. Vi rimasi circa tre mesi. Essendo studente di medicina, ottenni il permesso di osservare i lavori dell'Ufficio di Verifica. Fui così testimone di tre guarigioni miracolose proprio momento in cui avvenivano in mezzo ai fedeli che pregavano la Madonna , e poi attraverso l'accertamento medico che veniva effettuato dai medici atei. Questo mi colpì molto, perché avevo sentito spesso i miei professori in Madrid, che erano anche atei, parlano delle "superstizioni di Lourdes." Lì è nata la mia vocazione, in quell'atmosfera di semplicità e grandezza allo stesso tempo, ai piedi della Vergine Maria, in mezzo alla preghiera rumorosa e insistente dei pellegrini e ai dolci sussurri del fiume Gave."
In seguito a questi risultati raccolti, Arrupe decise di non proseguire gli studi di medicina. Il 15 gennaio 1927 entrò nella Compagnia di Gesù.
Missionario a Hiroshima durante e dopo l'esplosione della bomba nucleare nel 1945, teologo, divenne Superiore Generale della Compagnia di Gesù nel 1965, all'indomani del Concilio Vaticano II, sviluppando l'opzione preferenziale per i poveri, l'impegno per la giustizia sociale e una certa simpatia (ma in seguito anche una presa di distanza) dalla teologia della liberazione.
Sempre nel 1965 Arrupe fu eletto ventottesimo Superiore Generale dei Gesuiti, e prestò servizio in quell'incarico fino al 1983. Fu il secondo basco ad essere Padre Generale, il primo essendo il fondatore Ignazio di Loyola stesso. Il gesuita Vincent O'Keefe, amico e consigliere di Arrupe, disse che Arrupe era "un secondo Ignazio di Loyola, un rifondatore della Compagnia alla luce del Vaticano. 
Nel 1974 chiese invano a papa Paolo VI di estendere il "quarto voto" di obbedienza al Papa a tutti i religiosi della Compagnia, anziché riservarlo, come prevedono le Costituzioni ignaziane, ai soli sacerdoti professi. In seguito, durante i primi anni del pontificato di papa Giovanni Paolo II, i rapporti con la Santa Sede si fecero più distanti.
Nel 1975, il sogno di Arrupe di lavorare per i poveri fu cristallizzato nel documento "La nostra missione oggi: il servizio della fede e la promozione della giustizia". Si affermava: "La nostra fede in Gesù Cristo e la nostra missione di proclamare il Vangelo esigono da noi l'impegno a promuovere la giustizia e ad entrare in solidarietà con chi non ha voce e chi non ha potere". Pertanto, il decreto definisce sostanzialmente tutta l’opera dei gesuiti. Arrupe era profondamente consapevole che nel clima politico degli anni '70, l'impegno dei gesuiti a lavorare per la giustizia sociale avrebbe portato grandi difficoltà e sofferenze, in particolare in quei paesi dell'America Latina governati da giunte militari. 
Nel 1980 presentò al papa le sue dimissioni - primo caso nella storia della Compagnia - dalla carica di Superiore. Queste vennero rifiutate da Giovanni Paolo II, che tuttavia l'anno successivo, di fronte all'ictus che nel frattempo aveva colpito Arrupe, decise di inviare ai vertici della Compagnia un proprio "delegato personale" nella persona di Paolo Dezza. Dopo lo svolgimento di tale incarico transitorio, venne eletto Peter Hans Kolvenbach.
Arrupe muore il 5 febbraio 1991 Le sue ultime parole erano state: "Per il presente, Amen; per il futuro, Alleluia".

## Culto
Il 3 dicembre 2018 la Diocesi di Roma ha pubblicato l'Editto in cui si annuncia l'apertura della causa di beatificazione e canonizzazione di padre Pedro Arrupe, che pertanto è diventato Servo di Dio. Il postulatore della causa è il padre gesuita Pascual Cebollada.
Il 5 febbraio 2019 si è aperta ufficialmente la causa di beatificazione, dando inizio al processo, che è stato presieduto dal cardinale vicario di Roma Angelo De Donatis nell'Aula della Conciliazione costituita per il Tribunale nel Palazzo Apostolico Lateranense.
Il 14 novembre è stata conclusa la fase diocesana del processo di beatificazione di padre Arrupe.